# Siphonorhinus larwoodi
Siphonorhinus larwoodi är en mångfotingart som först beskrevs av Frank Archibald Sinclair Turk 1947.  Siphonorhinus larwoodi ingår i släktet Siphonorhinus och familjen Siphonorhinidae. Inga underarter finns listade i Catalogue of Life.